# Вила-Боа (Барселуш)
Вила-Боа (порт. Vila Boa) — населённый пункт и район в Португалии, входит в округ Брага. Является составной частью муниципалитета Барселуш. Находится в составе крупной городской агломерации Большое Минью. По старому административному делению входил в провинцию Минью. Входит в экономико-статистический субрегион Каваду, который входит в Северный регион. Население составляет 1640 человек на 2001 год. Занимает площадь 1,81 км².
Покровителем района считается Иоанн Божий (порт. S. João).